# 埃米莉·博伊德
埃米莉·博伊德（英語：Emily Boyd，1995年3月12日—），澳大利亚女子跳水运动员。她曾代表澳大利亚参加2022年英联邦运动会跳水比赛，获得混合双人10米跳台铜牌。